# Corning (Ohio)
Corning es una villa ubicada en el condado de Perry en el estado estadounidense de Ohio. En el Censo de 2010 tenía una población de 583 habitantes y una densidad poblacional de 522,27 personas por km².

## Geografía
Corning se encuentra ubicada en las coordenadas 39°36′6″N 82°5′15″O / 39.60167, -82.08750. Según la Oficina del Censo de los Estados Unidos, Corning tiene una superficie total de 1.12 km², de la cual 1.12 km² corresponden a tierra firme y (0%) 0 km² es agua.

## Demografía
Según el censo de 2010, había 583 personas residiendo en Corning. La densidad de población era de 522,27 hab./km². De los 583 habitantes, Corning estaba compuesto por el 97.26% blancos, el 0.51% eran afroamericanos, el 0.34% eran amerindios, el 0% eran asiáticos, el 0% eran isleños del Pacífico, el 0% eran de otras razas y el 1.89% pertenecían a dos o más razas. Del total de la población el 0.34% eran hispanos o latinos de cualquier raza.